# Interstate 35
Interstate 35 eller I-35 är en väg, Interstate Highway, i USA. Den går i nord-sydlig riktning och mäter 2523 km. Vägen går genom städer som San Antonio, Dallas, Fort Worth, Oklahoma City, Kansas City och Minneapolis.

Sekunderna när bron I-35 Mississippi River bridge rasade i Mississippifloden. Bilderna togs av en övervakningskamera.

Bron I-35W Mississippi River bridge i Minneapolis rasade den 1 augusti 2007 klockan 18:01:38 lokal tid. Bron korsade Mississippifloden och utgjorde en del av Interstate 35.

## Delstater som vägen går genom
- Texas
- Oklahoma
- Kansas
- Missouri
- Iowa
- Minnesota